# Grand Prix d'Ouverture La Marseillaise 1986
Il Grand Prix d'Ouverture La Marseillaise 1986, conosciuto anche come Grand Prix de Bessèges, settima edizione della corsa, si svolse il 4 febbraio 1986 su un percorso di 100 km, con partenza da Bessèges e arrivo a Domaine du Rouret, in Francia. La vittoria fu appannaggio del belga Eddy Planckaert, che completò il percorso in 2h22'52", alla media di 41,997 km/h, precedendo il francese Vincent Barteau e lo svizzero Jürg Bruggmann.

## Ordine d'arrivo (Top 10)
| Pos. | Corridore           | Squadra   | Tempo    |
| ---- | ------------------- | --------- | -------- |
| 1    | Eddy Planckaert     | Panasonic | 2h22'52" |
| 2    | Vincent Barteau     | R.M.O.    | s.t.     |
| 3    | Jürg Bruggmann      | Cilo      | s.t.     |
| 4    | Noël Segers         | Lotto     | s.t.     |
| 5    | Jozef Lieckens      | Lotto     | s.t.     |
| 6    | Francis Castaing    | R.M.O.    | s.t.     |
| 7    | André Massard       | Cilo      | s.t.     |
| 8    | Frank van de Vijver | lotto     | s.t.     |
| 9    | Philippe Casado     | Peugeot   | s.t.     |
| 10   | Christian Chaubet   | Fagor     | s.t.     |